# Paxtaobod
Paxtaobod ist eine Stadt (shahar) in der usbekischen Viloyat Andijon im Ferghanatal und Hauptort des gleichnamigen Bezirks.
Die Stadt liegt etwa 20 km nordöstlich der Viloyathauptstadt Andijon nahe der Grenze zu Kirgisistan. In ihr liegt der Endbahnhof einer von Andijon ausgehenden Stichstrecke der Usbekischen Eisenbahnen (Oʻzbekiston Temir Yoʻllari). Durch die Stadt fließt der Karaüngkür, südlich der Stadt fließt der Qoradaryo vorbei.
Im Jahr 1975 erhielt Paxtaobod den Status einer Stadt. Gemäß der Bevölkerungszählung 1989 hatte die Stadt 18.991 Einwohner, einer Berechnung für 2010 zufolge betrug die Einwohnerzahl 27.062.